# Parallelostethus
Parallelostethus is een geslacht van kevers uit de familie  
kniptorren (Elateridae).
Het geslacht is voor het eerst wetenschappelijk beschreven in 1907 door Schwarz.

## Soorten
Het geslacht omvat de volgende soorten:
- Parallelostethus acutus (Candèze, 1863)
- Parallelostethus attenuatus (Say, 1825)
- Parallelostethus conicipennis (Schwarz, 1902)
- Parallelostethus georgelewisi W. Suzuki, 1985
- Parallelostethus macassariensis Candèze, 1863
- Parallelostethus sakishimensis Ôhira, 1967
- Parallelostethus thoracicus (Fleutiaux, 1918)